# Paweł Hŏ Hyŏb
Paweł Hŏ Hyŏb (kor. 허협 바오로; ur. w 1796 w Seulu, zm. 30 stycznia 1840 tamże) – koreański męczennik chrześcijański i święty Kościoła katolickiego.
W domu uczono go wiary katolickiej. Gdy rozpoczęły się prześladowania katolików, aresztowano go i zabrano do więzienia w Seulu. Tam okrutnie był torturowany, aby wyrzekł się wiary, jednak nie zgodził się. Został stracony w 1840 roku, mając 44 lata.
Został beatyfikowany przez Piusa XI w dniu 5 lipca 1925 roku, a kanonizowany przez Jana Pawła II w dniu 6 maja 1984 roku w grupie 103 koreańskich męczenników.